# Hans Moleman
Hans Moleman er en muldvarpelignende fiktiv figur fra serien The Simpsons. Dan Castellaneta lægger stemme til ham. 
Moleman er igennem de seneste år blevet en fan favorit. Hans udseende fortæller, at han sandsynligvis er over 80 år gammel, men han hævder selv (hvilket hans kørekort beviser), at han kun er 31. Dette begrunder han som et resultat af et stort alkoholproblem.
Mange Simpsons fan hævder, at Moleman ikke er en og samme person, men at der er mange af ham (ligesom i tilfældet med Duffman). Moleman er tilsyneladende hersker over et muldvarpefolk under Springfield. Dette afsløres i en episode, hvor Homer Simpson falder ned igennem et kloakåbning under et selvmordsforsøg, men takket være buschaufføren Otto, er Homer hurtigt på vej op til overfladen igen.
I et afsnit tager Moleman fejl af sin army reunion og ender i stedet på en bar for homoseksuelle, hvor han bliver beordret med hjem af en stor mand i uniform.
(At a gay disco) Moleman: "This isn't my army reunion."
Colonel: "You're coming home with me!"
Moleman: "Yes, colonel." 
Moleman kommer altid galt af sted, og i flere episoder mener mange fans, at han faktisk dør. Et argument for, at der måske er flere af ham.
I et afsnit af The Simpsons bliver Moleman nærmest adopteret af Simpson-familien og Homer finder det sjovt at kysse ham konstant.
Molemans arbejde indebærer bl.a. et job som vært på en radiostation med et program, som han indleder på følgende måde "This is Moleman in the Morning, Good Moleman to you."
Udover jobbet som radiovært underviser han også folk i at spise appelsiner.